# Hawker Typhoon
El Hawker Typhoon  (‘tifón’ en inglés) fue un cazabombardero monoplaza británico fabricado por Hawker Aircraft y utilizado durante la Segunda Guerra Mundial.
Aunque el Typhoon fue diseñado para ser un interceptor de media altitud y un reemplazo directo del Hawker Hurricane, se le encontraron varios problemas de diseño y nunca consiguió satisfacer completamente los requisitos para desempeñar esa función. Otros sucesos externos en 1940 retrasaron el desarrollo del Typhoon.
La introducción en servicio del Typhoon a mediados de 1941 también estuvo plagada de problemas, y durante varios meses la aeronave se enfrentó a un futuro dudoso. Sin embargo, en 1941 la Luftwaffe puso en servicio el formidable Focke-Wulf Fw 190; como el Typhoon era el único caza del inventario de la RAF capaz de alcanzar al Fw 190 a baja altitud, consiguió un nuevo papel como interceptor de baja cota. Mediante el apoyo de pilotos tales como Roland Beamont, el Typhoon también desempeñó papeles como avión incursor nocturno y caza de largo alcance. A finales de 1942, el Typhoon fue equipado con bombas y a finales de 1943 también se equipó con cohetes aire-tierra RP-3. Usando esos dos tipos de municiones, el Typhoon, apodado Tiffy en la jerga de la RAF, se convirtió en uno de los aviones de ataque a tierra más exitosos de la Segunda Guerra Mundial.

## Diseño y desarrollo

Typhoon Ib EK139 N "Dirty Dora" del 175º Escuadrón de la RAF, finales de 1943.

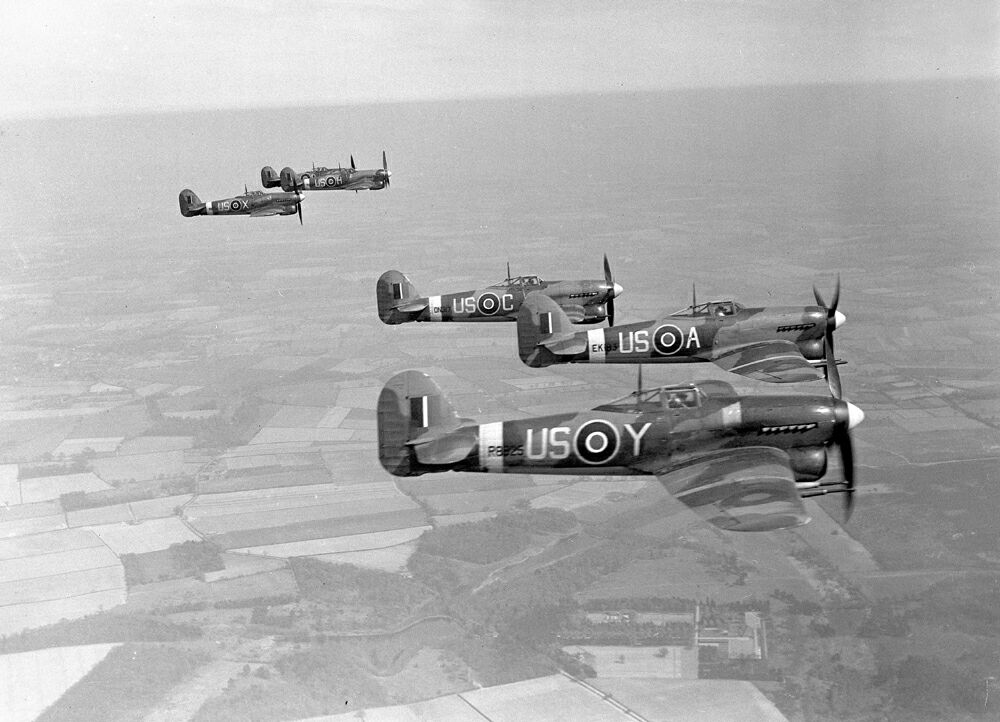
Formación de cazas Hawker Typhoon del 56 Sqn de la RAF.

El diseño del Hawker Typhoon comenzó a ser esbozado por el diseñador Sydney Camm en 1937, como respuesta a la Especificación F.18/37. Esta requería la adopción de un motor Rolls-Royce Vulture o un Napier Sabre, por lo que se construyeron inicialmente dos prototipos; el propulsado por el motor Rolls-Royce fue conocido como Hawker Tornado. La versión con motor Sabre, designada Hawker Typhoon, también se enfrentó con problemas provocados por la planta motriz. No obstante, éstos fueron superados gracias a que la compañía Napier pudo dedicar más tiempo y esfuerzos en desarrollar el Sabre que Rolls-Royce en mejorar su problemático Vulture, absorta como estaba en su motor Merlin.
Independientemente de los fallos del motor, cuando el prototipo del Typhoon voló por primera vez el 24 de febrero de 1940, se descubrió que el nuevo aparato tenía problemas estructurales de célula, que persistieron incluso cuando el Typhoon había entrado en servicio.
El prototipo original llevaba 12 ametralladoras en las alas; los aparatos de serie, cuyo primer ejemplar voló por primera vez el 27 de mayo de 1941, fueron designados Typhoon Mk IA. Virtualmentela totalidad de los 3300 aparatos fue construida por la Gloster Aircraft Company. Un segundo prototipo, que realizó su vuelo inaugural el 3 de mayo de 1941, incorporaba un ala dotada de cuatro cañones de 20 mm; la versión de serie de este modelo fue producida con la denominación Typhoon Mk IB.
Los primeros ejemplares fueron entregados a la RAF en septiembre de 1941, siendo el 56.º Escuadrón de cazas el primero en recibirlos.
Ya durante los primeros vuelos se pudo constatar que los problemas del avión no habían podido ser solucionados. Algunos pilotos perecieron en accidentes y el Ministerio del Aire llegó a considerar la conveniencia de que el modelo fuese retirado del servicio. Afortunadamente, Hawker fue capaz de descubrir los motivos por los que un alarmante número de aparatos perdían la unidad de cola en pleno vuelo; no obstante, este contratiempo y los referentes a la planta motriz no pudieron ser definitivamente solventados hasta casi el final de 1942.
Incluso entonces, el Typhoon tenía una escasa velocidad de ascenso. Sin embargo, su velocidad a baja cota era considerable, lo que resultó de gran efectividad en noviembre de 1941. El 609.º Escuadrón, entonces basado en Manston, Kent, destruyó cuatro Focke-Wulf Fw 190 mediante la táctica de "golpear y desaparecer". A finales de 1942, el Typhoon, propulsado por el motor mejorado Sabre IIA, armado con cuatro cañones de 20 mm y capaz de transportar bombas bajo las alas, se había convertido en un destacado cazabombardero.
Los escuadrones equipados con Typhoon actuaron sobre Francia y los Países Bajos, sembrando el caos en las comunicaciones alemanas. Pero su máxima efectividad se obtuvo cuando se le equipó para poder transportar cohetes, ya en 1943. Así armado, el Typhoon se convirtió en un efectivo aparato contra las embarcaciones costeras alemanas; sus ataques a baja altura casi continuos, de día y de noche, contra las líneas de comunicación alemanas, contribuyeron en gran medida al éxito del desembarco de Normandía.
Hubo pocas modificaciones en los Typhoon del último período de la guerra, a excepción de los más potentes motores Sabre IIB y IIC. Otras variantes fueron el Typhoon NF.Mk IB, del que sólo se construyó un ejemplar, y una pequeña cantidad de Typhoon FR.Mk IB de reconocimiento táctico.

## Operadores
Australia
- Real Fuerza Aérea Australiana

 Canadá
- Real Fuerza Aérea Canadiense

 Nueva Zelanda
- Real Fuerza Aérea Neozelandesa

 Reino Unido
- Real Fuerza Aérea

## Especificaciones (Typhoon Mk Ib)
Referencia datos: Mason 1991

### Características generales
- Tripulación: Uno (piloto)
- Longitud: 9,7 m (31,9 ft)
- Envergadura: 12,7 m (41,6 ft)
- Altura: 4,7 m (15,3 ft)
- Superficie alar: 29,6 m² (318,6 ft²)
- Peso vacío: 4010 kg (8838 lb)
- Peso cargado: 5170 kg (11 394,7 lb)
- Peso máximo al despegue: 6010 kg (13 246 lb)
- Planta motriz: 1× motor lineal en H de 24 cilindros refrigerado por líquido Napier Sabre IIA, IIB o IIC.
  - Potencia: 1603 kW (2150 HP; 2180 CV) 
otras configuraciones: 2200 o 2260 hp/1640 o 1685 kW
- Hélices: Tripala o cuatripala (de Havilland o Rotol)

### Rendimiento
- Velocidad máxima operativa (Vno): 607 km/h (377 MPH; 328 kt) con motor Sabre IIB y hélice cuatripala a 5485 m de altura
- Velocidad de entrada en pérdida (Vs): 142 km/h (88 MPH; 77 kt)
- Alcance: 821 km (443 nmi; 510 mi)
- Techo de vuelo: 10 729 m (35 200 ft)
- Régimen de ascenso: 13,6 m/s (2675 ft/min)
- Carga alar: 223,5 kg/m² (45,8 lb/ft²)
- Potencia/peso: 0,33 kW/kg

### Armamento
- Cañones: 

  - 4x Hispano Mk II de 20 mm
- Bombas: 

  - 2× de 227 kg (500 lb) o 454 kg (1000 lb)
- Cohetes: 

  - 8× RP-3 aire-tierra

## Aeronaves relacionadas

### Desarrollos relacionados
- Hawker Hurricane
- Hawker Tornado
- Hawker Tempest
- Hawker Fury
- Hawker Sea Fury

### Aeronaves similares
- Focke-Wulf Fw 190
- Republic P-47 Thunderbolt
- Chance Vought F4U Corsair

### Secuencias de designación
- Secuencia P._ (interna de Hawker): ← P.1006 - P.1007 - P.1008 - P.1009 - P.1010 - P.1011 - P.1012 - P.1013 - P.1014 - P.1015 - P.1016 - P.1017 - P.1018 - P.1019 →